# Volodîmîr Ivasiuk
Volodîmîr Ivasiuk (în ucraineană Володимир Михайлович Івасюк, transliterat: Volodîmîr Mîhailovici Ivasiuk; n. 4 martie 1949, Cozmeni, RSS Ucraineană, URSS – d. 26 aprilie 1979, Pădurea Briuhovîțkîi⁠(d), RSS Ucraineană, URSS) a fost un poet, compozitor și cântăreț ucrainean, considerat a fi unul din fondatorii muzicii pop din Ucraina.
Încă de la 5 ani a învățat să cânte la vioară și pian. În 1964 a creat o trupă numită Bucovina. S-a mutat cu familia sa în Cernăuți, unde a încercat să studieze la medicină, dar a fost exmatriculat în prima zi, din cauza unor incidente legate de o statuie a lui Lenin.
A studiat medicina la Liov, apoi conservatorul tot în Liov. A lucrat ca medic și compunea, în paralel, cântece și poezii. Cântecul care l-a consacrat a fost „Cernova Ruta”, popularizat de Sofia Rotaru (româncă de origine).
Cântecele sale au avut parte de multă popularitate în RSS Ucraineană, asta și pentru că erau în limba ucraineană, nu în rusă. Acest fapt l-a făcut să fie privit drept o persoană suspectă în viziunea autorităților sovietice. 
La 18 mai 1979 a fost găsit spânzurat într-o pădure de la periferia Liovului. Multă lume este de părere că nu a fost vorba despre un suicid, ci despre o crimă realizată de autoritățile sovietice. Au avut loc proteste imense de pe urma decesului său în rândul populației ucrainene. La funeralii au participat circa 10.000 de persoane.

## In memoriam
- Monumentul lui Volodîmîr Ivasiuk din Cozmeni
- Steaua lui Volodîmîr Ivasiuk în fața Teatrului din Cernăuți
- Mormântul lui Volodîmîr Ivasiuk de la Cimitirul Lîceakivskîi din Liov
- Monumentul lui Volodîmîr Ivasiuk din Liov (2011)

## Imagini

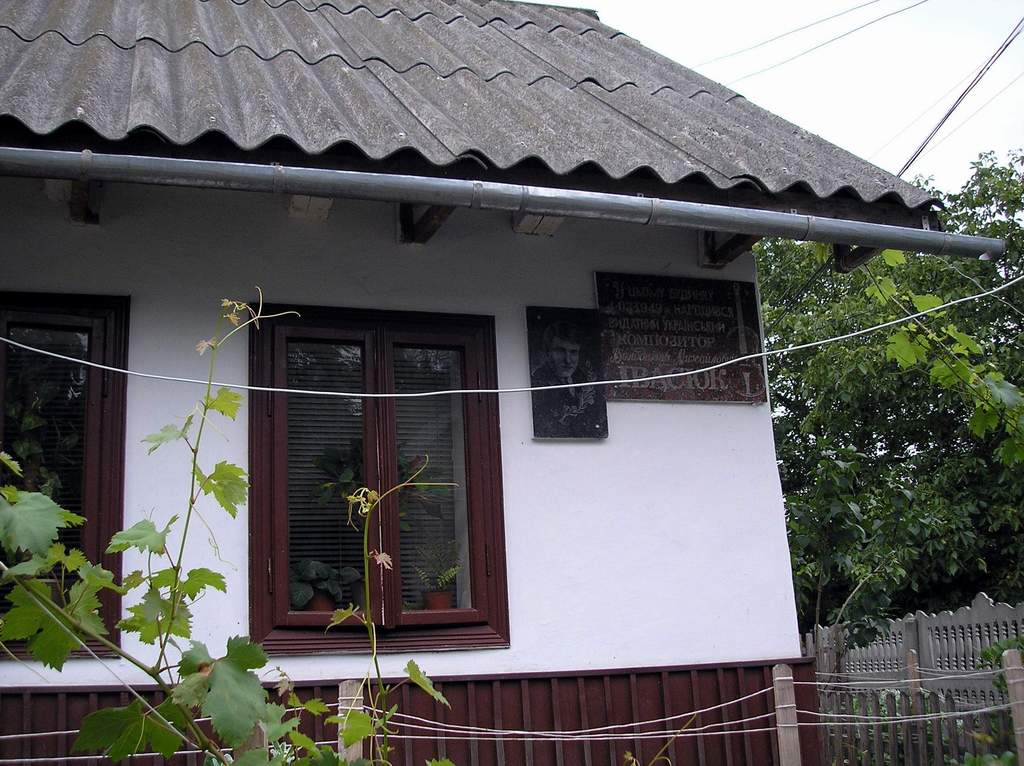
Casa natală din Cozmeni
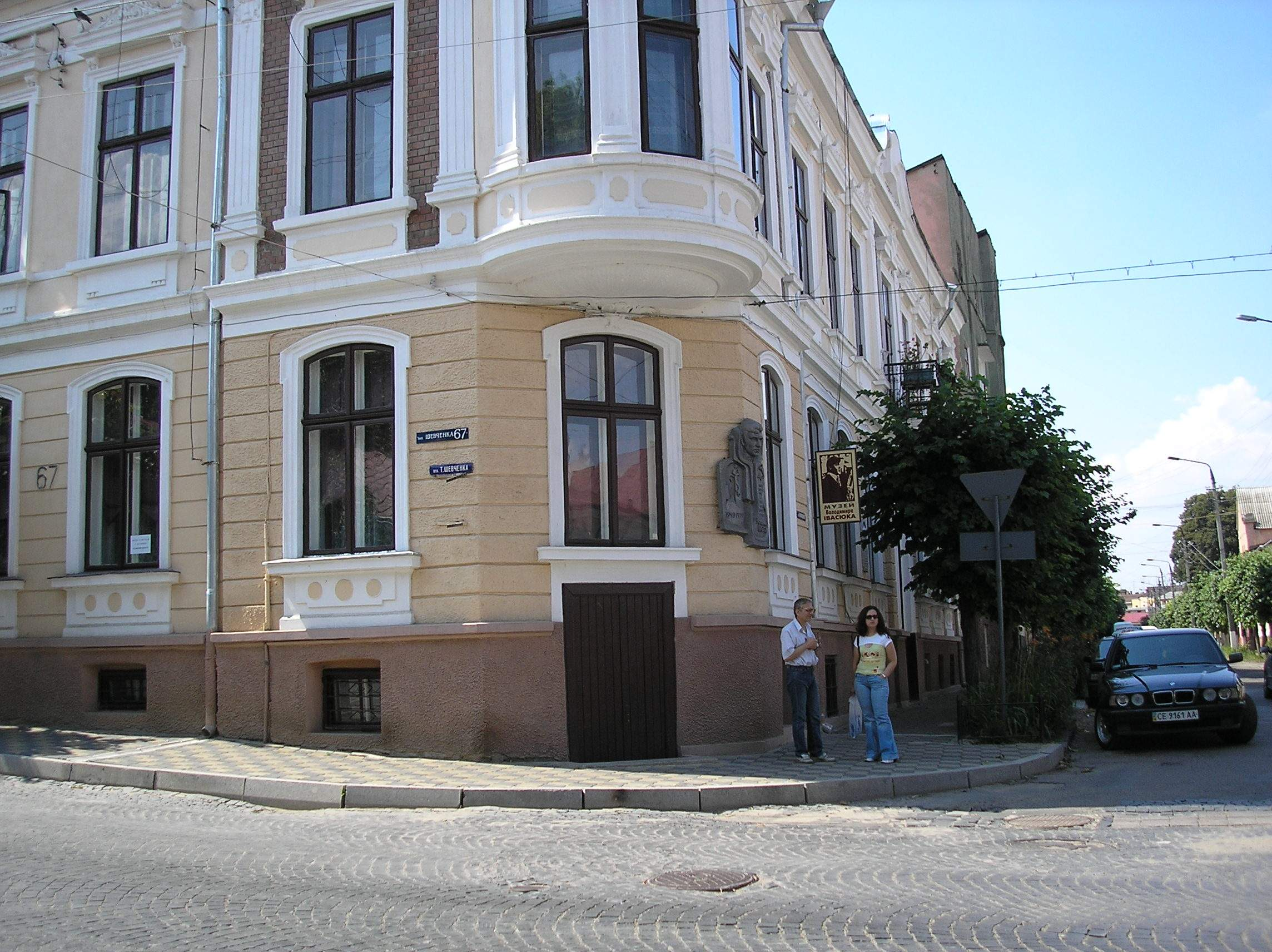
Muzeul Memorial Volodîmîr Ivasiuk din Cernăuți
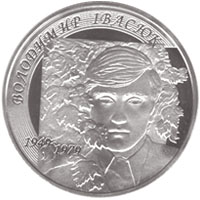
Monedă comemorativă (2009)
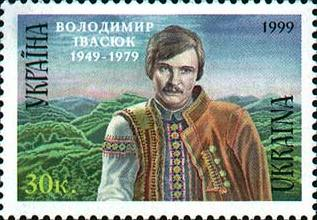

## Legături externe
- en  Biografie Arhivat în 4 aprilie 2019, la Wayback Machine.